# Arron Afflalo
Arron Agustin Afflalo (* 15. Oktober 1985 in Los Angeles, Kalifornien) ist ein ehemaliger US-amerikanischer Basketballspieler, der von 2007 bis 2018 in der NBA aktiv war. Er kam meist auf den Positionen Shooting Guard und Small Forward zum Einsatz.

## Laufbahn

### College
Afflalo spielte zwei Saisons für die UCLA Bruins. Dort gewann er mehrere Awards und erreichte zweimal das NCAA-Division-I-Basketball-Championship-Turnier.

### NBA
Afflalo wurde beim NBA-Draft 2007 an 27. Stelle von den Detroit Pistons gewählt. Nach zwei Spielzeiten wechselte er im Juli 2009 mit Walter Sharpe zu den Denver Nuggets.
Während seiner Zeit bei den Nuggets etablierte sich Afflalo schnell als Stammspieler und startete 2010–11 und 2011–12 in allen Spielen für die Nuggets. Im August 2012 wurde er von den Nuggets zu den Orlando Magic transferiert.
Zur Saison 2014/2015 kehrte Afflalo nach Denver zurück. Im Gegenzug wechselte Shooting Guard Evan Fournier nach Orlando.
Nach nur einer halben Saison in Denver wurde Afflalo zusammen mit seinem Teamkollegen Alonzo Gee vor der Transferfrist an die Portland Trail Blazers abgegeben. Er verließ jedoch die Blazers zum Saisonende und wechselte zu den New York Knicks. Nach einer Saison bei den Knicks unterschrieb Afflalo bei den Sacramento Kings einen Vertrag bis 2018. Im Juni 2017 wurde Afflalo von den Kings entlassen. Seine letzte NBA-Station waren 2018 die Orlando Magic.

## Statistiken
| Saison  | PpS  | RpS | ApS | SpS | BpS | FG%  |
| ------- | ---- | --- | --- | --- | --- | ---- |
| 2007/08 | 3,7  | 1,8 | 0,7 | 0,4 | 0,1 | 41,1 |
| 2008/09 | 4,9  | 1,8 | 0,6 | 0,4 | 0,2 | 43,7 |
| 2009/10 | 8,8  | 3,1 | 1,7 | 0,6 | 0,4 | 46,5 |
| 2010/11 | 12,6 | 3,6 | 2,4 | 0,5 | 0,4 | 49,8 |
| 2011/12 | 15,2 | 3,2 | 2,4 | 0,6 | 0,2 | 47,1 |
| 2012/13 | 16,5 | 3,7 | 3,2 | 0,6 | 0,2 | 43,9 |
| 2013/14 | 18,2 | 3,6 | 3,4 | 0,5 | 0,0 | 45,9 |
| 2014/15 | 13,3 | 3,2 | 1,7 | 0,5 | 0,1 | 42,4 |
| 2015/16 | 12,8 | 3,7 | 2,0 | 0,4 | 0,1 | 44,3 |